# Сергеј Михалков
Сергеј Михалков (рус. Сергей Владимирович Михалков; Москва, 13. март 1913 — Москва, 27. август 2009) је био најпознатији као писац дечје литературе и аутор текста химне Совјетског Савеза и текста химне Русије.
Књижевник Сергеј Михалков писац стихова за совјетску и руску државну химну и отац филмских редитеља Никите Михалкова и Андреја Кончаловског.
Речи прве совјетске химне коју је написао Михалков величали су лидера Совјетског Савеза Јосифа Стаљина, док је ревидирана верзија из 1977. била посвећена Владимиру Лењину.
Та химна је престала да се користи после слома Совјетског Савеза 1991, али је руски председник Владимир Путин поново оживео музику, са новим текстом Михалкова који је славио руске природне лепоте и величину.
Михалков је био познат и као писац дечје литературе, а мрљу на његову биографију бацила је чињеница да је као председник Совјетског удружења књижевника, био део кампање против неких руских писаца, међу којима су и нобеловци Борис Пастернак и Александар Солжењицин.
Добитник је многобројних књижевних признања, међу којима су и три Стаљинове награде (1941, 1942, 1950), а 2003. га је Путин одликовао Орденом друге класе за службу отаџбини.